# Pat Hibulaire Junior
Pour les articles homonymes, voir Pat.
Pat Hibulaire "P.J." Junior (en anglais Pete "P.J." Junior) est un personnage de fiction  créé par la Walt Disney Company en 1992. Il est le fils de Pat Hibulaire apparu dans la série télévisée d'animation La Bande à Dingo (1992-1993)
Il est donc un chat anthropomorphe, et il a une mère, Peg, et une petite sœur, Pistol. Son meilleur ami est son voisin Max, le fils de Dingo.
Au début de la série, il est âgé de 11 ans et fait les 400 coups avec Max.
Il apparaît aussi dans les longs métrages d'animation Dingo et Max (1995) et Dingo et Max 2 : Les sportifs de l'extrême (2000) ainsi que le jeu vidéo Goof Troop (1993).
Il est doublé principalement par Alexis Tomassian dans la version française.